# Antonia Cuevas Naranjo
Antonia Cuevas Naranjo (Pachuca de Soto, 1975) es una escritora mexicana, autora de poemas y narradora, es ganadora del Premio de Poesía Efrén Rebolledo.
Sus obras son principalmente poemas y cuentos y se reconoce como una creadora literaria hidalguense. También se desempeña en el ámbito docente.

## Obras publicadas
- Para mitigar silencios (2007).
- Memorias en éxodo (2008).
- Antología LAIA 2013: poesía: aromas de ciudad. Esta es una antología del certamen "Latin American Intercultural Alliance" (LAIA) con sede en Nueva York, EE.UU., Argentina y España .
- La muerte no tiene vacaciones(2015).[6][7][8][9]

## Reconocimientos
- Ganadora del Premio de Poesía Efrén Rebolledo[1]
- Becaria del Fondo Estatal para la Cultura y las Artes (FECA) de Hidalgo[10]